# Col de Péguère
Der Col de Péguère ist ein 1375 Meter hoher Gebirgspass im französischen Teil der Pyrenäen. Er befindet sich in der Region Okzitanien im Département Ariège und führt durch den Regionalen Naturpark Pyrénées Ariégeoises. Über die D17 verbindet er Massat im Süden und Foix im Norden. Die Südauffahrt führt über die Mur de Péguère, ein rund drei Kilometer langer Abschnitt mit hohen Steigungsprozenten.

## Lage & Streckenführung
Die Südauffahrt von Massat führt zunächst über die D618 auf die Höhe des Col des Caougnous, wo sich die Straße nach rund sechs Kilometern teilt. Während die D618 weiter auf den Col de Port (1249 m) führt, biegt man links auf die schmalere D17 ab und erreicht den Fuß der Mur de Péguère. Diese führt über 3,3 Kilometer mit einer durchschnittlichen Steigung von 12,9 % auf die Passhöhe des Col de Péguère.
Die Nordauffahrt von Foix, ist deutlich länger und verläuft auf der D17 über Serres-sur-Arget auf einer breiten Straße in Richtung Westen. Auf den ersten knapp zehn Kilometern weist sie nur geringe Steigungsprozente von rund 3 % auf. Bei Burret nimmt die Steigung zwar zu, ist jedoch nicht mit jener der Südauffahrt zu vergleichen. Auf dem weiteren Weg Richtung Süden kreuzt die Auffahrt die D51 am Col des Marrous und die D171 am Col de Jouels, ehe sie nach 26,4 Kilometern die Passhöhe des Col de Péguère erreicht.
Neben der D17 kann die Passhöhe auch über die D72 erreicht werden, die über den höheren Col de Portel (1432 m) führt.

## Radsport
Im Jahr 2008 überquerte die Tour de France den Col de Péguère im Rahmen der 11. Etappe. Der Pass wurde jedoch nur im Zuge der Abfahrt vom höheren Col de Portel passiert, die über die D17 in Richtung Foix führte.
2012 wurde erstmals eine Bergwertung auf dem Col de Péguère abgenommen. Die Steigung stellte den letzten Anstieg der 14. Etappe dar, die von Limoux nach Foix führte. Die Auffahrt verlief über die Südseite und somit über die Mur de Péguère, unter deren Namen der Anstieg besser bekannt ist. Damals überquerte Sandy Casar als erster Fahrer die Bergwertung der 1. Kategorie, ehe wenig später die Favoriten-Gruppe rund um den Träger des Gelben Trikots die Kuppe passierte. Unmittelbar nach der Bergwertung kam es zu einer Reihe von Defekten. Von den rund 50 Fahrern, die in der Gruppe vertreten waren, erlitten etwa 30 einen Platten und mussten die Räder in der anschließenden Abfahrt wechseln. Robert Kišerlovski kam aufgrund eines Platten in der Abfahrt zu Sturz und brach sich das Schlüsselbein. Wie die Tour de France Organisation später berichtete, hatte ein unbekannter Zuseher Nägel auf die Straße gelegt und somit die gefährliche Situation verursacht. Zu Veränderungen im Gesamtklassement kam es jedoch nicht, da der Gesamtführende Bradley Wiggins, das Tempo in der Gruppe drosselte, sodass alle von Defekten geplagten Fahrer wieder aufschließen konnten.
In den Jahren 2017 (Etappe 13) und 2019 (Etappe 15) führte die Tour de France erneut über die Mur de Péguère, wobei in beiden Jahren keine Zuseher im Anstieg zugelassen waren. Auch 2022 stand der Anstieg im Rahmen der 16. Etappe wieder im Programm der Grand Tour.
| Jahr | Etappe     | Fahrer         |
| ---- | ---------- | -------------- |
| 2012 | 14. Etappe | Sandy Casar    |
| 2017 | 13. Etappe | Warren Barguil |
| 2019 | 15. Etappe | Simon Geschke  |
| 2022 | 16. Etappe | Hugo Houle     |

## Sehenswürdigkeiten
In der Nähe der Passhöhe befindet sich mit dem Table d'orientation Col de Péguère Tour Laffont ein Aussichtspunkt, von dem man Richtung Süden bis zur Pic de Montcalm sehen kann, die sich nahe der Landesgrenze zu Spanien befindet. Weiters führt von der Passhöhe ein rund zwei Kilometer langer Wanderweg zum Cap du Camil, einem weiteren Aussichtspunkt.